# یونس نوری
یونس نوری (ترکی آذربایجانی: Yunis Nuri; ۲۳ january ۱۸۷۸ – ۵ ژانویه ۱۹۵۰ (۷۱ ساله)) بازیگر و هنرمند افتخاری ارمنستان شوروی بود. وی یکی از بانیان تئاتر آذربایجان در ایروان بود.

## زندگی‌نامه
یونس سلیمانوف فرزند حاج سلیمان در تاریخ ۲۳ ژانویه سال ۱۸۷۸ در شهر ایروان تولد یافت. فعالیت‌های بازیگری خود در تئاتر را در سال ۱۹۸۶ در ایروان آغاز نموده و تا آخر عمرش در تئاتر آذربایجان در ایروان فعالیت داشت.
یونس نوری نفش‌هایی همچون «حاج قارا» (اثر «حاج قارا» ی میرزا فتحعلی آخوندزاده)، «سلطان بیگ» (اثر آرشین مال آلان عزیر حاجی‌بیگف)، «پزشک» (اثر «پزشک عاشق» مولیر)، «آتاکیشی» و «الله‌وردی» (اثر «سویل» جعفر جبارلی)، «گیکو» (اثر «پئپو» ی گابریل سوندوکیان)، «شیخ نصرالله» (اثر «مردگان» جلیل محمدقلی‌زاده) و… را در طول کارنامه خود ایفا کرده‌است. یونس نوری همچنین در فیلم سینمایی نیز ایفای نقش داشت. وی در فیلم‌هایی چون «خزپوش»، «زانگه‌زور»، «ماهی‌گیران سوان»، «آناهیت» و غیره بازی کرده‌است.
یونس نوری در ۵ ژانویه سال ۱۹۵۰ در ایروان دیده بر جهان فروبست.